# Knischatiria tuberosa
Knischatiria tuberosa là một loài nhện trong họ Linyphiidae.
Loài này thuộc chi Knischatiria. Knischatiria tuberosa được Jörg Wunderlich miêu tả năm 1995.